# Jüdischer Friedhof (Kestrich)

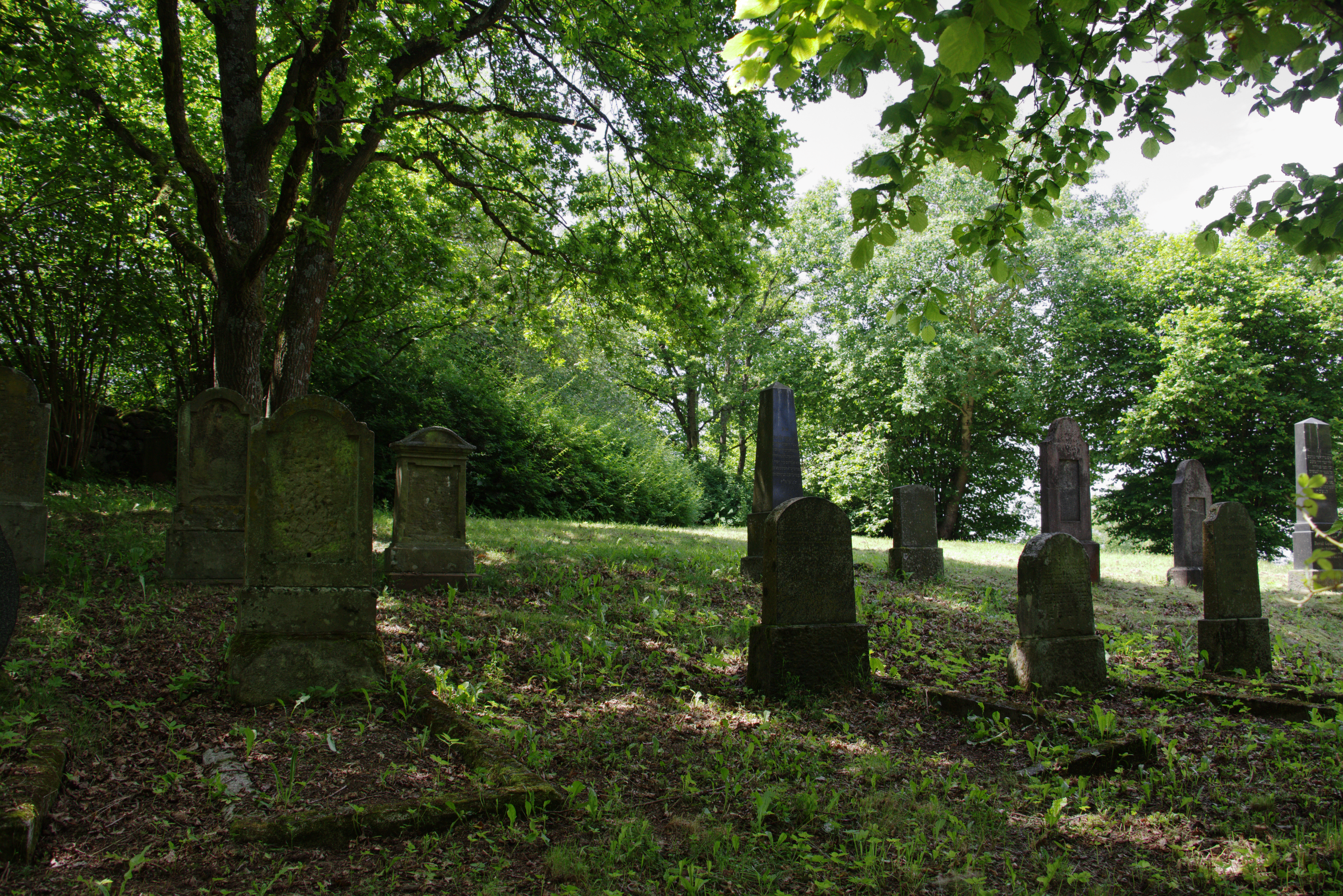
Jüdischer Friedhof in Kestrich

Der Jüdische Friedhof in Kestrich, einem Ortsteil von Feldatal im Vogelsbergkreis in Hessen, wurde vermutlich Mitte des 18. Jahrhunderts angelegt. Der 30,36 Ar große jüdische Friedhof, außerhalb des Ortes auf einem bewaldeten Berghang (Am Gleichen) gelegen, ist ein geschütztes Kulturdenkmal.

## Geschichte
Der Friedhof, der von einer Natursteinmauer umgeben wird, ist geteilt in einen älteren und neueren Teil. Der jüngste lesbare Grabstein ist von 1933. Die Grabstätten sind in mehreren, verstreuten Gruppen angelegt und zum Teil von Hecken überwuchert. Es sind noch etwa 60 sichtbare Gräber vorhanden. Unter den Grabsteinen ist auch ein sogenannter Tora-Grabstein vorhanden, wo nicht mehr brauchbare Torarollen und andere Schriften beigesetzt wurden.    